# Projekt Prometheus
Projekt Prometheus è un videogioco di avventura testuale pubblicato nel 1991 per i computer Amiga, Atari ST, Commodore 64 e MS-DOS dalla Bomico GmbH, solo in tedesco. L'avventura è ambientata in una nave spaziale ed è dotata di illustrazioni non interattive. I giudizi della stampa tedesca furono molto variabili, dal pessimo al buono.

## Trama
È il 2012 e in seguito a un disastro nucleare è stata lanciata una spedizione spaziale sulla nave Prometheus, per portare sulla Terra un raro isotopo di platino, necessario per contrastare le radiazioni. Tuttavia l'equipaggio della Prometheus si ammala di una malattia misteriosa che lascia un solo sopravvissuto, un giornalista di bordo che non ha conoscenze tecniche approfondite sull'astronave. Spetta a lui portare a termine la missione da solo, completando il carico e riportando a terra la Prometheus.
L'avventura ha inizio nella sala di comando centrale, dove una delle prime cose da fare è trovare il modo di decontaminare la consolle del capitano. La Prometheus ha forma circolare, con un anello esterno collegato a una sfera centrale, dove si trova la sala di comando. Tra i vari ambienti ci sono laboratori scientifici e servizi per l'equipaggio come cucina e bagni, nonché una serra la cui mancata produzione di ossigeno sarà uno dei problemi da risolvere.

## Modalità di gioco
Projekt Prometheus è un'avventura testuale che si svolge in circa 60 stanze della Prometheus. Secondo la rivista Aktueller Software Markt lo stile è simile a quello delle note avventure della Infocom. I testi descrittivi e i comandi da tastiera sono interamente in tedesco, comprese le abbreviazioni per il movimento nelle direzioni dei punti cardinali. Alcuni comandi sono associati direttamente ai tasti funzione. La maggior parte dello schermo mostra i testi, mentre in basso una barra grafica mostra alcune informazioni, principalmente la bussola delle direzioni possibili e la minimappa con la posizione del personaggio nell'astronave. Su richiesta, il testo può essere rimpiazzato dall'illustrazione statica del luogo attuale, ma non per tutte le stanze; in quelle dotate di grafica appare la segnalazione grafik.